# Svízel moravský
Svízel moravský (Galium valdepilosum) je vytrvalá, často poléhavá, planě rostoucí rostlina s drobnými, bílými kvítky, jeden z mnoha druhů rodu svízel vyrůstajících v české přírodě. Je považován za glaciální relikt s disjunktivním rozšířením, převážně je vázán na otevřená stanoviště se sníženou konkurencí ostatních druhů rostlin.

## Rozšíření
Svízely moravské se rozšířily v několika zemích Střední Evropy (Česká republika, Německo, Polsko, Rakousko) a k nim přiléhajícím Dánsku a Ukrajině.
Druh se vyskytuje se ve dvou poddruzích:
- Galium valdepilosum Heinr. Braun subsp. valdepilosum - je nacházen v České republice, Německu, Polsku, Rakousku a na Ukrajině.
- Galium valdepilosum Heinr. Braun subsp. slesvicense (Sterner ex Hyl.) Ehrend. - roste pouze v izolované arele v Dánsku.

V ČR vyrůstá roztroušeně v teplejších oblastech Čech (České středohoří, okolí Prahy, údolí řeky Ohře a Vltavy) a Moravy (okolí Brna, údolí řeky Dyje a jihovýchodní předhůří Českomoravské vrchoviny). Těžiště výskytu se nachází v nižším stupni pahorkatin a vrchovin.

## Ekologie
Světlomilný, suchomilný a teplomilný druh vyskytující se na kamenitých až skalnatých stráních, výhřevných sutích i ve světlých dubových, dubohabrových či borových lesích. Je konkurenčně slabou rostlinou a proto s úspěchem roste na mělkých, vysychavých, skeletových a málo výživných půdách, kde se vyskytuje jen málo odolných druhů. Preferuje minerálně bohaté půdy, které mohou být slabě kyselé nebo zásadité. Vyskytují se na hadcových i nehadcových lokalitách, na silikátových i bazických horninách (vyjma vápence).

## Karyologie
Druh svízel moravský je tvořen rostlinami diploidního (2n = 22) a tetraploidního (2n = 44) cytotypu. Areály rozdílných cytotypů se nepřekrývají a jsou od sebe oddělené, není známa smíšená populace. Diploidní druhy rostou na jihozápadě Moravy a na severu Rakouska. Tetraploidní druhy se na Moravě vyskytují severně od diploidů, v Čechách, v Německu ve východním Bavorsku a pohoří Harz a v jižním Polsku. V Dánsku jsou rostliny poddruhu slesvicense také tetraploidní.
Diploidi obecně preferují otevřené lesy, rostou více na kyselých půdách a mají menší listy, květy i merikarpia. Tetraploidi jsou schopni růst v mírně zapojené travnaté vegetaci, vyskytují se častěji na zásaditých půdách a mají lodyhy v dolní polovině nápadně chlupatější.

## Popis
Vytrvalá bylina vyrůstající v řídkých trsech z tenkých, široce rozvětvených kořenů s oddenky. Lodyhy vysoké 15 až 30 cm jsou křehké, poléhavé nebo vystoupavé a od spodu větvené. Jsou v průřezu čtyřhranné a v dolní části s krátkými internodiemi bývají načervenalé a porostlé krátkými chloupky, prostřední internodia jsou dvakrát až čtyřikrát delší než listy. Lodyhy jsou porostlé listy s palisty uspořádanými v šesti až osmičetných přeslenech. Listy i palisty mají stejný vzhled, jsou tence kopinaté až obkopinaté, 10 až 20 mm dlouhé a 1 až 2 mm široké. Na konci jsou špičaté s chrupavčitou osinou, na povrchu lysé nebo krátce chlupaté, po obvodě podvinuté a hladké nebo s nazpět směřujícími tvrdými chlupy. Mimo květných lodyh rostou z trsů i mnohé přízemní sterilní lodyhy.
Drobné květy na stopkách jsou uspořádány do latovitého, rozvolněného, hodně větveného, vejčitého květenství. Kolovitá koruna o průměru asi 3 mm má čtyři ploché, na konci zašpičatělé lístky bílé barvy. Dvě částečně srostlé čnělky mají kulovitou bliznu. Přenos pylu zajišťuje hmyz, květy se opylují jak cizím, tak i vlastním pylem.
Plodem je ledvinovitá dvounažka rozpadající se ve zralosti na dvě 1 až 1,5 mm velká merikarpia, která jsou tmavohnědá, lesklá a mají výrazné kuželovité hrbolky. Semena (merikarpia) bývají rozšiřována převážně zoochoricky.

## Možnost záměny
Svízeli moravskému se podobá jen slabě morfologicky odlišný svízel sudetský (Galium sudeticum), který se liší hlavně nižšími (polokulovitými) hrbolky na povrchu merikarpií. Jeho značná podobnost způsobovala mylnou představu odborníků o větším rozšířená svízele moravského.

## Ohrožení
Svízel moravský je vzhledem ke svému ostrůvkovitému výskytu a slabé kompetiční odolnosti při zarůstání stanovišť náletovými dřevinami a jinými rostlinami ohodnocen "Červeným seznamem cévnatých rostlin z roku 2012" jako ohrožený druh (C3).